# Fred Trump
Frederick Christ „Fred” Trump (n. 11 octombrie 1905, New York City, New York, SUA – d. 25 iunie 1999, New Hyde Park⁠(d), Nassau County, New York, SUA) a fost un dezvoltator imobiliar american de origine germană, care a activat în principal în New York City. El a fost tatăl lui Donald Trump, al 45-lea și cel de-al 47-lea președinte al Statelor Unite.
Tatăl lui Fred Trump, Frederick Trump, a murit când Fred avea 12 ani. La 15 ani, în parteneriat cu mama sa, Elizabeth Christ Trump, și investitorii non-familiali, Trump a început o carieră în construcția de case și în vânzări. Compania de dezvoltare a fost înființată ca E. Trump & Son în 1927 și a evoluat continuând să construiască și să administreze case de o singură familie în Queens, barăci și apartamente pentru personalul marinei americane din apropierea marilor șantiere navale de pe Coasta de Est și mai mult de 27.000 de apartamente în New York City.
Trump a fost investigat de un comitet al Senatului SUA pentru ca ar fi profitat de război (1954), și de Divizia de Drepturi Civile din cadrul Departamentului de Justiție US pentru încălcarea drepturilor civile (1973). Potrivit New York Times și The Washington Post, reputația lui Trump ca proprietar a inspirat un cântec critic compus de un chiriaș, cântăreț și folclorist Woody Guthrie.

## Tinerețe
Frederick Christ Trump s-a născut în Bronx pe 11 octombrie 1905. Trump a fost unul dintre cei trei copii ai imigranților germani luterani Elizabeth (născută Christ) și Frederick Trump. Avea un frate mai mic John și o soră mai mare Elizabeth Trump Walters (1904-1961).
Tatăl său, Frederick (născut Friedrich), a emigrat în New York în 1885 din satul german Kallstadt, Palatinat (pe atunci parte a Regatului Bavariei în Imperiul German) și a făcut o avere în Klondike Gold Rush. El s-a întors apoi la Kallstadt și s-a căsătorit cu Elisabeth Christ, fiica unui fost vecin și cu 11 ani mai tânără, în 1902.
Numele lui Friedrich Trump a fost înregistrat incorect ca Trumpf pe lista pasagerilor navei sale când a emigrat în SUA. Britt Peterson de la The Boston Globe raportează, pe baza biografiei lui Blair, că familia schimbase ortografia de la numele ancestral Drumpf, cândva în timpul războiului de treizeci de ani (1618-1648).
La scurt timp după nașterea lui Fred, familia s-a mutat la Woodhaven, Queens. În 1918, când avea 12 ani, tatăl său a murit în timpul epidemiei de gripă din 1918. Din 1918 până în 1923, a studiat la High School din Richmond Hill din Queens.

## Cariera
Trump devenise tâmplar și începuse să ia cursuri pentru a învăța să citească planuri de construcții. La doi ani după absolvire și-a terminat prima casă, dar având în vedere ca era încă minor, mama lui a format Elizabeth Trump & Son pe care a condus-o oficial până când fiul sau a împlinit vârsta de 21 ani. Pana in 1926, el construise deja 20 de case în Queens. La mijlocul anilor '30, în toiul Marii Depresiuni, el a ajutat la pionierizarea conceptului de supermarkete cu Trump Market din Woodhaven, care făcea publicitate cu "Serviți-vă și Salvați!", devenind o lovitură instantanee. După numai un an, Trump le-a vândut lanțului de supermarketuri King Kullen.
În timpul celui de-al doilea război mondial, Trump a construit barăci și apartamente pentru personalul marinei americane din apropierea marilor șantierele navale de pe Coasta de Est, inclusiv Chester, Pennsylvania, Newport News, Virginia și Norfolk, Virginia. Dupa razboi el s-a exstins, investind in apartamente pentru familii cu venituri medii pentru familiile veteranilor construind Shore Haven în Bensonhurst în 1949 și Beach Haven lângă Insula Coney în 1950 (un total de 2.700 de apartamente). În 1963-1964, a construit Trump Village, un complex de apartamente în Insula Coney, cu 70 de milioane de dolari.
Deși ambii părinți ai lui Trump s-au născut în Germania și el a fost conceput acolo, decenii la rând, după al doilea război mondial, Trump le spunea prietenilor și familiei că familia sa era de origine suedeză. Potrivit nepotului său, John Walter, "avea o mulțime de chiriași evrei și nu era un lucru bun să fii german în acele zile".
Trump a construit locuințe pentru închiriere, accesibile, prin complexe mari de apartamente din New York, ce mai mult de 2.700 de apartamente cu mai multe familii cu venituri mici și case la rând în cartierele Coney Island, Bensonhurst, Sheepshead Bay, Flatbush și Brighton Beach din Brooklyn și Jamaica Estates în Queens.
Fiul lui Fred, Donald Trump, s-a alăturat firmei Trump Management Company în 1968 și s-a transformat în președinte acesteia în 1971. A redenumit-o The Trump Organization în 1980. Donald Trump a primit un împrumut de la tatăl său, la mijlocul anilor '70, de 1 milion de dolari (circula diferite prezumții cum ca ar fi primit mai multe împrumuturi care în total ar depăși suma de 14 milioane de dolari). Acest lucru i-a permis lui Donald să intre în afacerea imobiliară din Manhattan, în timp ce tatăl său se blocase in Brooklyn și Queens. "A fost bine pentru mine", a comentat mai târziu Donald. "Știi, fiind fiul cuiva, ar fi putut fi o competiție pentru mine. În acest fel, am luat tot Manhattan-ul pentru mine".
În anii '80, Fred Trump a devenit prieten cu viitorul prim-ministru al Israelului, Benjamin Netanyahu, care la momentul acela era ambasadorul Israelului la sediul Națiunilor Unite din Manhattan.

### 1927 Arrest at KKK March
La Ziua Memoriei din 1927, Ku Klux Klan a organizat un marș în Queens pentru a protesta împotriva faptului că "americanii protestanți născuți nativi" au fost "atacați de poliția romano-catolică din New York" . Fred Trump a fost unul dintre cei șapte bărbați care au fost arestați în acea zi "pe motiv că refuză să se disperseze din paradă când li s-a ordonat să facă acest lucru". În 2015, site-ul Boing Boing a raportat: "În ciuda faptului ca a avut același avocat ca ceilalți bărbați, s-a considerat ca el a fost un trecător nevinovat, numit în mod fals sau având identitatea confundata în cadrul sau după evenimentul haotic",  bazat pe un articol din New York Times din 1 iunie 1927.  În 2016, redacția Vice a făcut referire la o investigație în care în ziare anterioare se specifica ca Trump a fost "eliberat fără acuzații", ducându-i la concluzia că ar fi putut fi doar un trecător; totodată ei au speculat că Trump putea fi un fost membru al KKK, care a trecut printr-o renaștere în zonele urbane după 1915. Dar, se declarase ca toți cei șapte bărbați purtau îmbrăcăminte Klan într-una din cele cinci surse citate în articolul Vice. Vice menționează că al cincilea articol afirmă că: "in timp ce Long Island Daily Press nu menționează în mod specific Fred Trump .... În mod semnificativ, articolul se referă la toți cei arestați ca la" marchers berobed ". Dacă Fred Trump, sau alt participant, nu era îmbrăcat într-o roba la vremea respectivă, ar fi putut fi o eroare de raportare care merita corectată ". Când a fost întrebat despre această problemă în septembrie 2015 de The New York Times, Donald Trump, atunci candidat la președinția Statelor Unite, a negat că tatăl său ar fi fost arestat sau că ar fi fost în KKK.

### Investigația de profitare de pe urmele războiului
În 1954, Fred Trump a fost anchetat de un comitet al Senatului SUA pentru profitarea de pe urma contractelor publice, incluzând supraevaluarea taxelor si impozitelor pe cladirile din Beach Haven cu 3,7 milioane de dolari.  În mărturia în fața Comitetului Senatului din 1954, William F. McKenna, numit pentru a investiga "scandalurile" din cadrul FHA, i-a citat pe Fred C. Trump și partenerul său, William Tomasello, ca exemple de câștiguri realizate de constructorii care utilizează FHA. McKenna a declarat ca cei doi au plătit 34.200 de dolari pentru o bucata de teren pe care au închiriat-o corporației lor pentru peste 60.000 de dolari pe an într-un leasing de 99 de ani, astfel încât daca apartamentele construite (de ei) pe acel teren întârziau cu plata sau nu îndeplineau alte condiții, FHA le-ar fi datorat 1,5 milioane de dolari. McKenna a spus că Trump și Tomasello au obținut astfel împrumuturi cu 3,5 milioane de dolari mai mari decât costul apartamentelor. Trump a depus mărturie în fața Comitetului Senatului bancar în luna următoare, când erau investigate "profiturile neașteptate". El a spus că constructorii lui nu ar fi construit apartamente în cadrul unui program de asigurare de împrumut postbelica expirata, dacă reglementările nu ar fi stabilit limite inflexibile la împrumuturile emise de FHA. Woody Guthrie, figura importanta din muzica folk, care din 1950 a fost chiriaș într-unul dintre complexele de apartamente ale lui Trump din Brooklyn, l-a criticat pe Trump ca proprietar. A scris versuri care îl acuza pe proprietar că incuraja ură rasială "în sângele inimii omenești".

### Procesul civil cu privire la încălcarea drepturilor civile
În 1973, Divizia pentru Drepturile Civile a Departamentului de Justiție al Statelor Unite (DOJ) a înaintat un proces civil împotriva Organizației Trump în care era acuzat cu încălcarea actului "Fair Housing" din 1968. Drept răspuns, avocatul Trump, Roy Cohn, a înaintat un contra-proces împotriva guvernului pentru suma de 100 de milioane de dolari," portretizându-i pe Trumpi ca victime", susținând că DOJ" îi acuză în mod fals de discriminare".
Procesele au luat amploare după numeroase plângeri către Comisia pentru Drepturile Omului din New York și Liga Urbana incurajând alte organizații sa trimită persoane afro-americane și caucaziene ca "tester" pentru a aplica pentru apartamente în complexe deținute de Trump, ceea ce i-a determinat să concluzioneze că albii primeau apartamente în clădirile de care erau interesați, în timp ce afro-americanii erau refuzați; ambele organizații de advocacy au ridicat această problemă la Departamentul de Justiție. După cum au raportat Wayne Barrett și Jon Campbell pentru The Village Voice, citând dosarele instanțelor "patru administratori sau agenți de închiriere au confirmat că cererile trimise la biroul central al Trump Organization pentru acceptare sau respingere au fost codificate prin rasă". Un articol de la Village Voice de Wayne Barrett din 1979, citează dosarele cazului și a raportat că un agent de închiriere specifica ca Fred Trump ii instruia pe angajați "să nu închirieze afro-americanilor" și să "reducă numărul de chiriași afro-americani "prin încurajarea acestora sa caute alte locuințe. După aproximativ doi ani în instanță, a fost semnat un decret de consimțământ între DOJ și TO (10 iunie 1975), ambele părți pretind victoria [21] - TO admițând ca a negat sa ofere chirie beneficiarilor de bunăstare si
și șeful diviziei de locuințe a DOJ, pentru ca decretul să fie "unul dintre cele mai importante negocieri vreodată negociate", întrucât acesta a interzis corporatiei TO dar si in mod personal lui Trump să mai "discrimineze in termenii, condiții sau privilegii de vânzare sau de închiriere a unei locuințe " si "l-a pbligat pe Trump sa faca reclama locuintelor vacante in mai multe ziare si sa utilizeze anunțurile pentru a informa potențialii solicitanți ai minorităților că au șanse egale să caute locuințe la proprietățile TO. În cele din urmă, a cerut TO să "promoveze minoritățile în locuri de muncă profesionale" și a ordonat Trumpilor să "se familiarizeze cu Actul Fair Housing  în mod detaliat". Ulterior, Departamentul de Justiție a continuat cu înaintarea plângerilor cu privire la "comportamentului discriminatoriu rasial al agenților Trump care a avut loc cu o asemenea frecvență încât a creat un impediment substanțial în crearea de șanse egale".

## Filantropie
Fred Trump și soția lui Mary au susținut organizații caritabile cu misiuni socio-medicale prin a le darui cladiri.  Mary Trump a primit îngrijiri medicale la Centrul Medical Spitalului Jamaica. Ulterior, Fred și Mary au contribuit la centrul medical cu o clădire, Pavilionul Trump.  Asociații de integrare comunitară din Great Neck, care "oferă locuințe pentru adulții diagnosticați cu retard inalt functional" au primit, într-un cadou combinat si pentru Fundația Naționala a Rinichilor (New York / New Jersey Chapter), un complex de clădiri cu două clădiri din Brooklyn; Fundația Cerebral Palsy (New York / New Jersey) a primit, de asemenea, o clădire.În plus, Trump a făcut contribuții caritabile la Spitalul Evreiesc din Long Island și la Spitalul de Chirurgie Specială din Manhattan, iar doamna Trump a servit la Ajutorul Femeilor din Nursery Day Jamaica.Fred Trump a susținut cauzele și instituțiile evreiești și israeliene, inclusiv donarea terenului pentru construirea Centrului Evreiesc Beach Haven din Flatbush, New York [26] și sprijin semnificativ pentru Israel Bonds, titluri de creanță care se tranzacționează in US. Trumpi au fost activi in Salvation Army, Boy Scouts of America si Lighthouse for the Blind. Fred Trump a oferit, de asemenea, sprijin școlii la care au studiat copii săi, The Kew-Forest School, unde a si lucrat in consiliul de administrație.

## Viata personala
Trump, un luteran, s-a căsătorit cu Mary Anne MacLeod, o presbiteriană, în ianuarie 1936, la Biserica Prezbiteriană din Madison Avenue, cu oficialul George Arthur Buttrick .Recepția de nuntă pentru cei 25 de oaspeți a avut loc la Hotelul Carlyle din Manhattan. Mary Anne MacLeod s-a născut la 10 mai 1912 pe insula Lewis, în Scoția, Marea Britanie.La 2 mai 1930, a emigrat în Statele Unite, plecând din Glasgow. Ea a afirmat că ocupația sa este "internă", adică un servitor sau o slujbă în serviciul domestic. S-a întors în Marea Britanie în Cameronia SS, ajungând la 12 septembrie 1934. A călătorit cu un "permis de reintrare" obținut la Washington la 3 martie 1934 - un permis ce se acordată doar imigranților care intenționează să rămână și să câștige cetățenia americană - unde a fost din nou inclusă ca fiind "internă", trăind împreună cu sora ei, Catherine Reid.
Fred și Mary A Trump s-au stabilit în Jamaica, Queens. Cuplul avea cinci copii. Numele și ocupațiile lor au fost: Maryanne Trump Barry (născută în 1937), un judecător federal pentru apeluri; Frederick Christ "Freddy" Trump Jr. (1938-1981), un pilot de linie aeriană cu Trans World Airlines; Elizabeth Trump Grau (născută în 1942), asistent executiv la Chase Manhattan Bank; Donald Trump (născut în 1946), om de afaceri, personalitate de televiziune, cel de-al 45-lea și al 47-lea Președinte al Statelor Unite și Robert Trump (născut în 1948), președintele companiei de gestionare a proprietății tatălui său. Freddy Trump Jr. a predecedat părinții săi, murind la vârsta de 42 de ani de complicații asociate cu alcoolismul lui.
Fred Trump a suferit de boala Alzheimer timp de șase ani.  El sa îmbolnăvit de pneumonie în iunie 1999 și a fost internat la Centrul Medical Evreiesc Long Island din New Hyde Park, unde a murit la 93 de ani, pe 25 iunie. Fondul Trump a fost estimat de familia sa de la 250 milioane dolari la 300 milioane dolari; înmormântarea sa a avut loc la Biserica Marble Collegiate. Vaduva sa, Mary, a murit în vara următoare, la 7 august 2000, în New Hyde Park, New York, la 88 de ani .